# ناديا ويتلي
ناديا ويتلي (بالإنجليزية: Nadia Wheatley)‏ (30 أبريل 1949، سيدني في أستراليا)؛ كاتِبة مُتخصِّصة في أدب الأطفال وروائية أسترالية.